# 周尚志
周尚志（15世紀—16世紀），字立齋，北直隸河間府景州吳橋縣豐樂里人，明朝政治人物。

## 生平
周尚志自幼聰穎，擅長文字，十四歲就入讀縣學為廩生，嘉靖十年（1531年）成舉人，多次赴會試落第，二十七年（1548年）銓選考授第一，任葭州知州，任內多行惠政，人民為他興建生祠。之後陞西安同知，管理糧儲稱職，推陞歸德知府，他卻乞求養親辭官回鄉；明穆宗即位，加恩讓致仕官年七十者進階一級，他因年逾七十進階一級為朝議大夫，死後入祀鄉賢祠。

## 引用
1. 1 2  光緒《重修吳橋縣志·卷七·人物志上》：周尚志，字立齋，幼穎異善屬文，年十四入膠庠旋食餼，嘉靖辛卯魁鄉榜，累赴春官不第，戊申鐙衡考第一，授陝西葭州多惠政，士民為立生祠。陞西安府同知，督理糧儲稱職，推陞歸德府知府乞養親歸，穆宗即位，覃恩致仕官年七十者進階一級，尚志以年逾七十欽唯進階一級為朝議大夫，崇祀鄉賢。